# N-403 (Spanje)
De N-403 is een weg die noorwaarts gaat vanaf Toledo, Spanje waar een aansluiting is met de Autovía A-42, de N-401 en de N-400.
De weg gaat noordwaarts over de Rio Guadarrama richting Maqueda waar hij kruist met de Autovía A-5 bij aansluiting 74. Hij is opgewaardeerd tot Autovía A-40.
De N-403 gaat noordwaarts over de Montes de Alamin en de Rio Alberche en dan door de Sierra de Gredos. Daarna passeert de weg de Embalse del Burguillo en de Puerto de la Paramera (1395m). Vervolgens gaat het omlaag naar de Adaja Vallei en Ávila. Hier is een aansluiting op de N-501 en de N-110. 27 km verderop sluit de N-403 aan op de AP-6, N-VI en de N-601.